# Viviana Márton
Viviana Márton (Tenerife, 16 de fevereiro de 2006) é uma taekwondista húngara.

## Carreira
Filha de Zsolt e Barbara Márton, seu pai praticava kickboxing em Budapeste e sua mãe jogava handebol. Seus pais se mudaram para as Ilhas Canárias no início dos anos 2000. Ela nasceu em Tenerife e se mudou para Madri em 2018.
Ela treinou no clube Hankuk em Madrid e onde foi treinada pela ex-praticante olímpica finlandesa de taekwondo Suvi Mikkonen. Em 2024, ela se transferiu para o Újpesti TE em Budapeste, Hungria. Ela venceu o Campeonato Europeu Júnior de Taekwondo de 2021 em Sarajevo, derrotando a grega Theopoula Sarvanaki na final da divisão de −63 kg. No Campeonato Mundial de 2023, chegou às quartas de final.
Nos Jogos Olímpicos de Verão de 2024, em Paris, conquistou a medalha de ouro na categoria de até 67 kg feminino.